# 八角枫球针壳
八角枫球针壳（学名：Phyllactinia alangii）是属于白粉菌目白粉菌科球针壳属的一种真菌，寄生在八角枫属植物上。该种分布于中国。